# Вяземский, Борис Григорьевич
Князь Борис Григорьевич Вяземский — московский дворянин и воевода во времена правления Михаила Фёдоровича.
Из княжеского рода Вяземские. Старший сын князя Григория Ивановича Вяземского. Имел младшего брата князя Василия Григорьевича.

## Биография
Дворянин. В 1627—1640 годах московский дворянин. В 1629 году встречал на второй встрече у государева шатра при размене с крымцами — крымских гонцов. В июле 1633 года первый воевода в Москве по острогу за Покровскими воротами для охранения от прихода крымцев. В 1634 году осадный воевода в Рязани. В этом же году воевода в Суздале.
По родословной росписи показан бездетным.